# Мбабази, Амама
Амама Мбабази (англ. Amama Mbabazi; род. 16 января 1949, Кабале) — премьер-министр Уганды с 24 мая 2011 по 18 сентября 2014 года. Член партии Национальное движение сопротивления.
Окончил юридический факультет Университета Макерере. С конца 1970-х работал адвокатом, затем перешёл на работу в прокуратуру. В 1994 году был избран в Учредительное собрание, которое разработало новую конституцию страны, принятую в 1995 году. Работал в аппарате министерств обороны и иностранных дел. С 2003 года — депутат парламента от избирательного округа Kinkiizi West (округ Канунгу, Западная область). С мая 2004 по март 2006 — генеральный прокурор, с марта 2006 по февраль 2009 — министр обороны, с февраля 2009 по май 2011 — министр безопасности. В марте 2011 года выступил с опровержением информации о готовности Уганды предоставить убежище Муаммару Каддафи. С 24 мая 2011 года по 18 сентября 2014 года был премьер-министром Уганды. Также участвовал в президентских выборах Уганды 2016 года , выборы проиграл действующими президенту Йовери Мусевени.

### Отставка с поста премьер-министра и её причины
18 сентября 2014 года президент Йовери Мусевени отправил Амама Мбабази в отставку а на его место назначил Рухакана Ругунда который является другом детства Мбабази. Причины таких действий по слухам были такие что Мбабази хотел баллотироваться  в президенты Уганды. 15 июня 2015 года Мбабази заявил что намерен на съезде партии Движение национального сопротивления которое будет 4 октября 2015 года добиваться что бы партия выдвинула его кандидатуру на должность президента (всё время эта партия выдвигала своим кандидатом только Мусевени), Мусевени ответил на такой поступок сказав что у Мбабази «плохое поведение и преждевременные действия». 31 июля, после долгих разногласий между высокопоставленными чиновниками партии Движение национального сопротивления и Мбабази. Мбабази заявил что он будет выступать в качестве независимого кандидата. Его кандидатура опирается на демократический альянс (ТДА), мелкие политические партий которые будут сотрудничать вместе, чтобы выиграть президентские выборы.

## Выборы 2016 Президента Уганды и их результат
Во время президентских выборов занял 3 место, в Уганде за него проголосовали 136 тысяч человек его результат 1.4%. Первое место занял действующий президент Йовери Мусевени количество голосовавших за него 5 млн 971 тысяч в процентах 60.62 %